# Lincoln-Elk
Lincoln-Elk is een historisch motorfietsmerk.
Lincoln-Elk: Kirby & Edwards, later James Kirby, Broadgate, Lincoln (1906-1924).
Engels bedrijf dat eigen 349-, 402-, 499- en 596 cc zijklep-eencilinders en 770 cc V-twins bouwde. De bloeitijd van Lincoln-Elk lag voor 1914. 
Mogelijk waren de Australische Bologne-Elk-motorfietsen ook producten van Kirby & Edwards.